# Zbroja biała

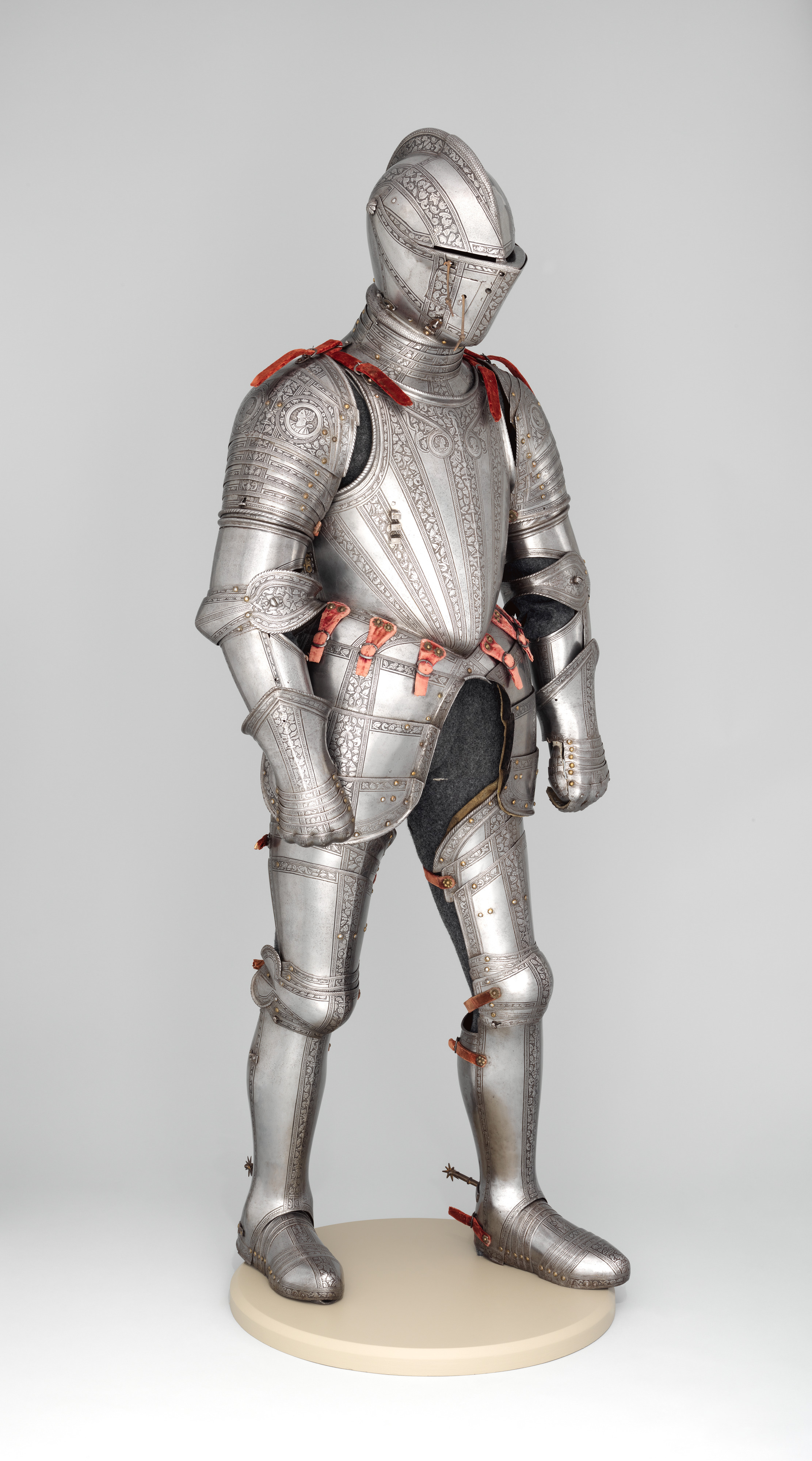
Zbroja biała

Zbroja biała – rodzaj zbroi płytowych używanych w późnym średniowieczu, charakteryzujących się odkrytą powierzchnią blach (nie pokrytych materiałem, jak np. w zbroi krytej czy brygantynie).
Zbroje białe najczęściej wykańczano poprzez polerowanie, a odsłonięta powierzchnia metalu umożliwiała stosowanie dodatkowych technik zdobniczych jak np. wytrawianie, rytowanie, inkrustowanie.